# Arab al-Mulk
Arab al-Mulk (tiếng Ả Rập: عرب الملك, cũng đánh vần là Arab al-Milk, Beldi al-Melek, Balda al-Milk hoặc Beldeh) là một ngôi làng ven biển ở phía tây bắc Syria, một phần hành chính của quận Jableh ở tỉnh Latakia, nằm ở phía nam Latakia. Các địa phương gần đó bao gồm Jableh ở phía bắc, Ayn al-Sharqiyah ở phía đông bắc, Qurfays và Dweir Baabda ở phía đông và Baniyas ở phía nam. Theo Cục Thống kê Trung ương Syria, Arab al-Mulk có dân số 3.580 người trong cuộc điều tra dân số năm 2004. Người dân sống lẫn lộn, với người Hồi giáo Sunni gốc Bedouin thường cư trú ở phía bắc của ngôi làng, và người Alawite sống ở phía nam được gọi là Beldi al-Melek.

## Địa lý
Nó nằm ngoài khơi Địa Trung Hải, trên bờ phải của nhánh sông Sinn (Nahr as-Sinn) khi nó đổ ra biển. Nó chiếm một bán đảo nhỏ. Phần phía nam của ngôi làng ở bờ trái được gọi là Beldi al-Melek. Phía tây bắc của làng là một con lạch nhỏ dài khoảng 110 mét và rộng 60 mét.

## Lịch sử

### Thời đại Hy Lạp và Cổ đại
Arab al-Mulk là địa điểm của khu định cư Phoenician cổ của Paltos. Thị trấn cổ được cho là đã tồn tại giữa thế kỷ thứ 6 đến thứ 5 trước Công nguyên, như được chỉ ra bởi đề cập của nó trong các dithyrambs của nhà văn Hy Lạp Simonides of Keos. Simonides tuyên bố Memnon đã được chôn cất gần Paltos. Nó nằm dưới sự kiểm soát của Seleucid vào thế kỷ thứ 1 trước Công nguyên. Thị trấn thịnh vượng trong thời đại này, được gọi là Thời kỳ Hy Lạp cổ đại. Các cuộc khai quật tại địa điểm được thực hiện vào năm 1958 cho thấy một giai đoạn dài, giữa thế kỷ thứ 5 và thứ 1 trước Công nguyên, nơi không có hoạt động định cư ở phía bắc Arab al-Mulk của ngôi làng.
Paltos sau đó phục vụ như một trại quân sự cho Gaius Cassius Longinus trong thời kỳ mà nó là một phần của tỉnh Syria. Thị trấn được nhà địa lý học Hy Lạp Strabo nhắc đến trong quý cuối của thế kỷ 1 trước Công nguyên là một thị trấn ven biển của người Aradian và sau đó được nhắc đến như một trong những thành phố của Syria. Khi Tỉnh Syria được chia thành Syria Prima và Phoenicia vào năm 194 sau Công nguyên, Paltos đã đánh dấu biên giới giữa hai quốc gia và được đưa vào Syria Prima.
Khi trung tâm ảnh hưởng dọc theo bờ biển bắt đầu dịch chuyển về phía bắc trong thế kỷ thứ 2, có thể Paltos đã trải qua thời kỳ suy thoái giữa thế kỷ thứ 3 và thứ 4. Dưới thời chính quyền Severan ở Rome, tiền được đúc trong thị trấn. Tiền xu được tìm thấy trong làng vào cuối những năm 1950 bởi một đoàn thám hiểm Đan Mạch bao gồm những đồng tiền được đúc theo Constantius II (336-361), Arcadius (395-408) và Justinian I (527-565)  Paltos tiếp tục có người ở và bắt đầu thịnh vượng trong suốt thời kỳ cuối của La Mã và trong thời kỳ Byzantine (thế kỷ thứ 5 đến thứ 6 sau Công nguyên). Nó có một cộng đồng Kitô giáo, có thể bao gồm một nhà thờ basilica, và phục vụ như một giáo phận (ghế giám mục) trong thời cai trị Byzantine. Năm 528 Paltos, cùng với Gabla và Laodicea, đã thành lập một phần của tỉnh Theodorias, với Laodicea là thủ đô.

### Thời kỳ Hồi giáo và Thập tự chinh
Trong cuộc chinh phục Hồi giáo ở Syria, vào những năm 630, tướng Ả Rập Ubaidah ibn al-Samit đã chinh phục Paltos và ngay sau khi thị trấn "sụp đổ", như tuyên bố của nhà địa lý người Syria thời trung cổ Yaqut al-Hamawi 1229. Các cư dân sau đó đã được chuyển đến các địa phương khác. Các Umayyad cai trị (khalip) Mu'awiyah (661-680) sử dụng vật liệu xây dựng từ Paltos để tái tạo lại lân cận Jableh.
Hoạt động định cư đã chấm dứt từ thời chinh phục Hồi giáo cho đến giai đoạn giữa thế kỷ 9 và 11. Các tàn tích của một tòa tháp kiên cố có niên đại từ thế kỷ 11 nằm ở phần Beldi al-Melek của ngôi làng, cho thấy sự hiện diện của Thập tự quân. Theo chuyên gia lịch sử Syria, ông Ball Ball, Thập tự quân đã xây dựng một pháo đài nhỏ trên khu vực này. Lâu đài này được Hiệp sĩ bệnh viện mua lại vào những năm 1160. Họ gọi nó là Belda hoặc Beaude. Pháo đài đã trở thành một phần của thành trì bệnh viện Margat, cùng với các lâu đài của Baarin và Qorfeis. Năm 1271, người Mamluk dưới sự lãnh đạo của Sultan Baibars đã giành quyền kiểm soát Belda và các lãnh thổ của nó ngay sau khi quân đồn trú của quân đội tại pháo đài Krak des Chevaliers bị đánh bại.

### Kỷ nguyên hiện đại
Địa phương hiện đại nhận được tên Arab al-Mulk là kết quả của việc định cư bởi Bedouin (' Arab) và khả năng ngôi làng là một phần của các đế quốc (mulk) của nhiều vị vua Ottoman (thế kỷ 16 đầu thế kỷ 20) sở hữu những vùng đất rộng lớn dọc theo bờ biển Syria. Những cái tên được dịch đại khái như sau: Arab al-Mulk là "Arabs of the demense royal" và Balda al-Mulk là "Balda the royal demense", Balda là phiên bản tiếng Ả Rập của Paltos Hy Lạp. Vào cuối thế kỷ 19, một phần của Arab al-Mulk ở phía nam của nhánh sông al-Sinn được đánh dấu bằng những tàn tích rộng lớn của Paltos, trong khi phía bắc của dòng suối có một đoàn caravanserai (khan) lớn. Những tàn tích của các công sự nhỏ thời trung cổ tại khu phố Balda al-Mulk được du khách lưu ý.